# دوروثي موريس
دوروثي موريس (بالإنجليزية: Dorothy Morris)‏ هي ممثلة أمريكية، ولدت في 23 فبراير 1922 بلوس أنجلوس في الولايات المتحدة، وتوفيت في 20 نوفمبر 2011 ببالم سبرينغس في الولايات المتحدة.

## وصلات خارجية
- دوروثي موريس على موقع IMDb (الإنجليزية)
- دوروثي موريس على موقع ألو سيني (الفرنسية)
- دوروثي موريس على موقع أول موفي (الإنجليزية)
- دوروثي موريس على موقع قاعدة بيانات الأفلام السويدية (السويدية)
- دوروثي موريس على موقع قاعدة بيانات الفيلم (الإنجليزية)
- دوروثي موريس على موقع كينوبويسك (الروسية)